# دج
دِج، تُرس یا دژ، چینه یا لایه‌ای سخت از زمین است که بین دو لایه سست تر قرار گرفته باشد.

## جُستارهای وابسته
سنگ پوشش (en:Caprock)

## بن‌مایه‌ها
1. ↑  دج. «طبقهٔ سخت زمین. طبقه‌ای از زمین که از شن و سنگ و خاک باشد و سخت و محکم. تُرس. دژ. زمینی است سخت میان زمین سست سطح زمین و زمین سست دیگر زیر خود که به اصطلاح مقنیان آنرا آبکش نامند. طبقه‌ای از زمین که بسیار سخت است و پی دیوار بر آن نهند. || خاک طبقهٔ سخت زمین. || صلب و جامد. جسمی که ذرات آن بهم چسبیده است مانند سنگ و چوب. جامد.» علی‌اکبر دهخدا و دیگران، «دج» در لغت‌نامهٔ دهخدا (بازبینی شده در ۲ آبان ۱۳۹۰).

این زمین از نوع زمین های بسیار مرغوب برای ساختمان سازی است. مواد متشکله این زمین ها از ماسه می باشد که به مقدار کافی با خاک رس چرب پوشش داده شده، هم خاک رس و هم ریز دانه های ماسه توأما سبب پر کردن فضای خالی درشت دانه های شنی شده و در اثر عوامل زمین و گذشت زمان، به تراکم کامل رسیده و زمین های بسیار سخت و متراکمی را به وجود آورده است.
مقاومت فشاری این گونه زمین ها از ۵ تا ۳۰ کیلوگرم بر سانتی متر مربع بوده، رنگ این زمین ها اکثرا سرخ جگری و در مواردی نزدیک به قهوه ای است. پی کنی روی این زمین ها با زحمت انجام شده و معمولا از کلنگ، قلم، چکش، پتک سنگین و در مواردی از دستگاه کمپرسور استفاده می شود (https://parnakpeyman.com).
1. ↑  parnak (۲۰۲۱-۰۳-۰۱). «شناخت انواع خاک در هنگام گودبرداری». پرناک پیمان. دریافت‌شده در ۲۰۲۴-۰۸-۲۵.